# Presidente de Kosovo
El presidente de la República de Kosovo (en albanés: Presidenti i Kosovës o Kryetari i Kosovës, en serbio: председник Косова, predsednik Kosova) es el jefe de Estado de la República de Kosovo. 
Representa la unidad del estado, dirige las relaciones exteriores de la provincia y además sirve como Comandante en Jefe de la Fuerza de Seguridad de Kosovo.
El presidente es elegido indirectamente, por la Asamblea de Kosovo, en una votación secreta por una mayoría de dos tercios de los diputados en funciones.  Si ningún candidato logra una mayoría de dos tercios, en la tercera votación se elige al candidato que obtiene una mayoría simple.
La votación en la Asamblea debe tener lugar a más tardar un mes antes del final del mandato del presidente en ejercicio.